# 紫竹桥
39°56′32″N 116°18′36″E / 39.942254°N 116.310128°E

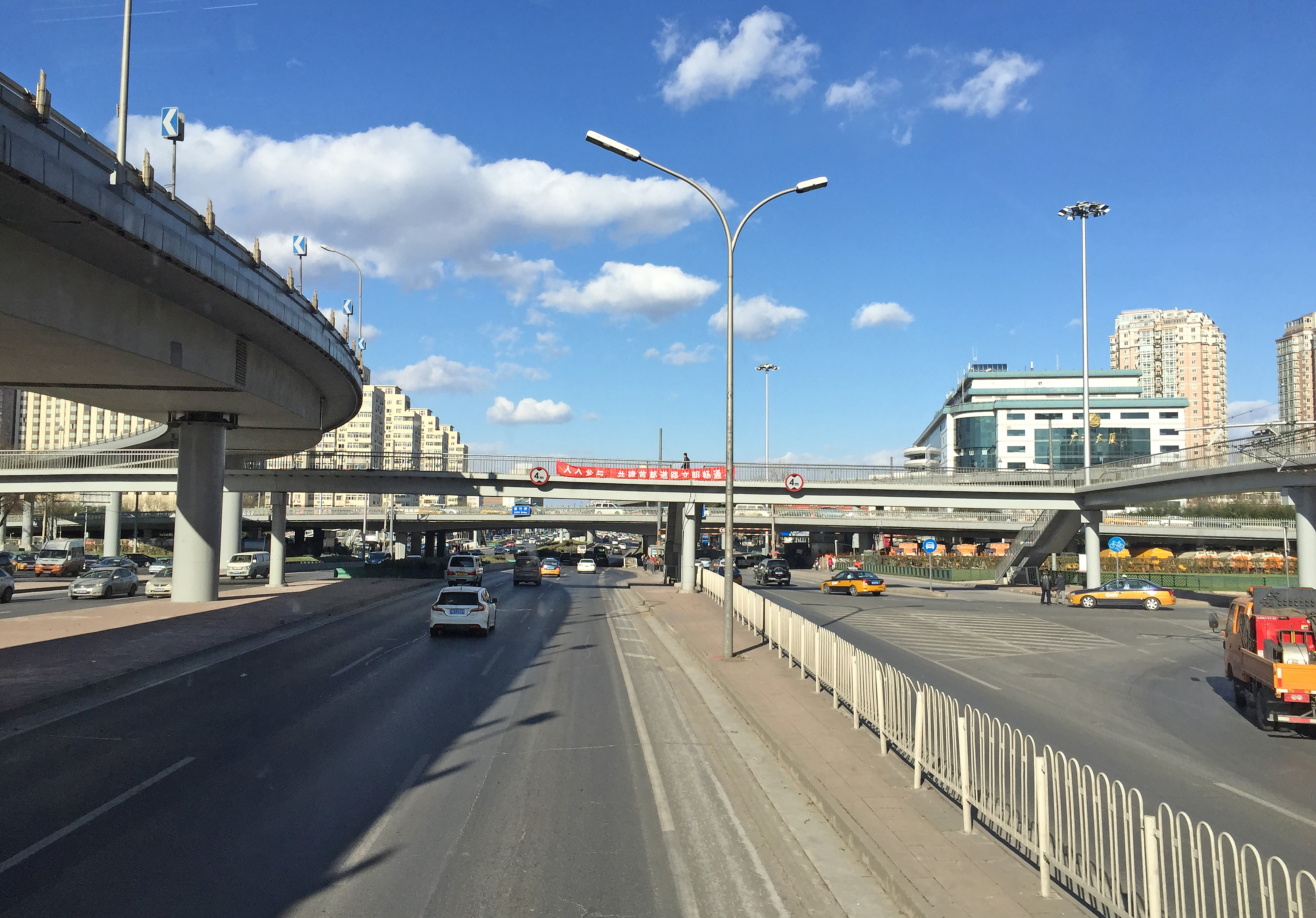
紫竹桥（南侧）

紫竹桥位于北京市海淀区，是北京西三环北路（南北向）和紫竹院路（东西向）相交处的一座立交桥。这座立交桥因它东北方向的紫竹院公园得名。与一般立交桥不同的是，三环向紫竹院路（北向东、南向西）有两条匝道可以直接左转，但是限速较低，造成拥堵。这两条匝道在最初设计上并没有，是后来因为交通流量持续增大才另增建的。